# Premi d'Investigació "Miguel Catalán"
El Premi d'Investigació "Miguel Catalán" en ciències és un premi concedit per la Comunitat de Madrid anualment des de 2005, en honor de Miguel A. Catalán Sañudo.
Es concedeix com a reconeixement a l'excel·lència investigadora durant la carrera científica de tota una vida. Els guanyadors reben una medalla, un diploma i un premi en metàl·lic de 42.000 euros.

## Guardonats
Els guanyadors d'aquest premi han estat:
- José Elguero Bertolini (2005, químic)
- Antonio Hernando Grande (2006, físic)
- Amable Liñán (2007, enginyer aeronàutic)
- José Luis García Fierro (2008, químic)
- Miguel Francisco Sánchez Madrid (2009, biòleg).
- Miguel Ángel Alario y Franco (2010, químic).
- María Teresa Miras Portugal (2011, bioquímica).
- Manuel Elices Calafat (2012, enginyer).[1]
- María Vallet Regí (2013, química)[2]
- Nazario Martín León (2014, químic)[3]
- María Blasco Marhuenda (2015, biòloga)[4]
- Luis Enrique Ibáñez Santiago (2016, físic)[5]
- Tomás Torres Cebada (2017, químic)[6]

Des de l'any 2008 es concedeix també un Premi d'Investigació "Miguel Catalán" per a investigadors menors de 40 anys. Els guanyadors reben també una medalla, un diploma i un premi de 21.000 euros així com 50.000 euros a les seves institucions d'origen per finançar les seves futures recerques. Passats guanyadors han estat:
- Oscar Fernández Carpetillo (2008, oncòleg)
- Luis Raúl Sánchez Fernández (2009, físic)
- Concepción Sánchez-Moreno (2010, farmacèutica)
- Diego Córdoba Gazolaz (2011, matemàtic)
- Montserrat Calleja Gómez (2012, física)
- Emilio Manuel Pérez Álvarez (2013, químic)
- Fernando Tomás Maestre Gil (biòleg) Miguel González Herráez (telecomunicacions, 2014).[3]
- Fernando Moreno Herrero (físic) i Julián Fiérrez Aguilar (telecomunicacions, 2015).[4]
- Patricia Horcajada Cortes (farmàcia, 2016)[7]
- David Pérez García (matemàtic, 2017)